# Eau Claire (Wisconsin)
Eau Claire é uma cidade localizada no estado norte-americano de Wisconsin, no Condado de Chippewa e Condado de Eau Claire.

É uma cidade universitária com uma vibrante cena musical, onde Justin Vernon e o resto dos Bon Iver criaram o épico festival de música Eaux Claires.

## Origem do nome
"Eau Claire" é a forma singular do nome original em francês, "Eaux Claires", significa "águas claras", do Rio Eau Claire. Segundo a lenda local, o rio era assim chamado porque os primeiros exploradores franceses viajavam através da chuva enlameada Rio Chippewa, passou o Rio Eau Claire, disse com entusiasmo: "Voici l'Eau Claire! ("Aqui [é] água limpa!"), o lema da cidade, que aparece no selo da cidade.

## Demografia
Segundo o censo norte-americano de 2000, a sua população era de 61.704 habitantes.
Em 2006, foi estimada uma população de 63.297, um aumento de 1593 (2.6%).

## Geografia
De acordo com o United States Census Bureau tem uma área de
83,8 km², dos quais 78,4 km² cobertos por terra e 5,4 km² cobertos por água.

## Localidades na vizinhança
O diagrama seguinte representa as localidades num raio de 20 km ao redor de Eau Claire.

## Cenário da música local

O Sarge Boyd Bandshell em Owen Park é no Registro Nacional de Lugares Históricos. Construída em 1938 para mostrar a Banda Municipal de Eau Claire continua a ser o local preferido na cidade para apresentações ao ar livre.

O Vale do Chippewa, Eau Claire, especialmente, tem gerado um grande número de bandas de indie nacional respeitadas. Grupos como Bon Iver, Laarks, Megafaun, Peter Wolf Crier e S. Carey atingiram níveis variados de sucesso nacional e internacional. Outros grupos, como o Demolidor Christopher Wright, Farms, Vacation Dad, e Rose Adelyn também receberam atenção favorável no cenário nacional.
Eau Claire, Wisconsin também é lar de um dos melhores programas de jazz no país. Sua banda de jazz de topo da faculdade recebeu a faixa de prestígio e "Down Beat Magazine Award" para melhor banda de jazz na faculdade no país em seis ocasiões, mais recentemente, em 2010. A comunidade também recebe o Festival de Jazz de Eau Claire, que existe desde 1968.
Os destinos mais populares para a música ao vivo no Vale do Chippewa são: o Teatro Nacional, Teatro The Grand Little, A Casa de Rock, Casa de Chá Infinitea, a Ratoeira, a Cabine (UWEC Campus), Higherground (UWEC Campus) Hoffy Skate América, eo Sarge Boyd Bandshell em Owen Park, onde a Banda Municipal de Eau Claire apresenta entretenimento gratuito voltado para a família durante todo o verão.
Em 2006, durante um concerto em Milwaukee, Wisconsin, Bob Seger revelou que ele tinha escrito a música "Turn the Page" em um quarto de hotel em Eau Claire, Wisconsin.
Country Jam em Eau Claire foi formada em 1987. Em 1990, o primeiro Country Jam foi realizado em Eau Claire e atrai visitantes nos meses de verão.